# Содже, Сэм
Сэм Содже (англ. Samuel Okeremute Sodje; 25 мая 1979, Гринвич, Англия) — нигерийский футболист, выступавший на позиции защитник.

## Карьера
Сэм родился в Гринвиче в 1979 году. Его первым клубом стал ливерпульский «Стивенидж». В начале сезоне 2001—2002 Содже присоединился к «Маргейт». В дебютном матче за «Маргейт» Сэм отметился голом. Он быстро завоевал симпатии фанатов и в первом же сезоне стал Игроком года по версии болельщиков.
Летом 2003 года Содже был на просмотре в «Йовил Таун» и «Честер Сити», но контракт ни с одной из этих команд не подписал и вернулся в «Маргейт», проведя ещё один яркий сезон в Конференции.
В начале сезона 2004/05 Сэм перешёл в команду Первой лиги «Брентфорд». Он стал популярным среди фанатов благодаря своим празднованиям забитых мячей, а также необычным прическам. По итогам первого сезона Самуэль получил награду лучшему игроку сезона по версии местной газеты. На следующий сезон Содже был включен в Команду года Первой лиги.
31 января 2006 года, в последний день трансферного окна Содже отказался переходить в «Саутгемптон». 12 июля 2006 было объявлено, что он присоединится к «Редингу».
Сэм дебютировал в составе «Рединга» в гостевом матче против «Уиган Атлетик» 26 августа 2006, а первый гол забил «Бернли» в Кубке Англии 9 января 2007. Однако, в «Рединге» Содже получал недостаточно игровой практики и 16 марта 2007 отправился в месячную аренду в «Вест Бромвич Альбион». Затем аренда была продлена до конца сезона 2006/07. Во время своего пребывания в «Вест Бромвич», Самуэль помог команде пробиться в финал Плей-офф Чемпионшипа. Содже забил один гол в ворота «Норвич Сити» 9 апреля 2007.
Летом 2007 года «Шеффилд Уэнсдей» договорился с «Редингом» об условиях трансфера Сэма, однако на сезон 2007/08 Содже оказался в аренде в «Чарльтон Атлетик». В составе «Чарльтона» он дебютировал 18 сентября 2007 в матче против «Норвич Сити», выйдя на замену в конце игры.
В сентябре 2008 Содже был арендован на месяц «Уотфордом». Самуэль сыграл только в одной встрече против «Шеффилд Юнайтед» на выезде, а затем получил серьёзную травму колена и был возвращён «Редингу».
26 марта 2009 Самуэль присоединился к «Лидс Юнайтед» на правах аренды сроком на 1 месяц с возможностью последующей пролонгации до конца сезона. После впечатляющего выступления игрока, по итогам месяца аренда была продлена. Содже вместе с Ричардом Нейлором удалось создать мощную связку в центре обороны, завоевав популярность среди болельщиков, многие из которых требовали, чтобы «Лидс» подписал Сэма на постоянной основе. Однако «Лидс» приобрёл Патрика Киснорбо.
28 мая 2009 года «Рединг» предоставил Содже статус свободного агента. 14 ноября брат Сэма, Акпо, присоединился к нему, перейдя в «Чарльтон» на правах аренды из «Шеффилд Уэнсдэй». Вместе с «Чарльтоном» Содже достиг плей-офф Лиги один. Сэм пропустил оба матча полуфинала плей-офф из-за травмы.
В июле 2010 Содже присоединился к греческому клубу «Ксанти». Однако всего через месяц контракт с Сэмом был расторгнут.
В августе 2010 Содже был на просмотре в «Портсмуте». 14 октября 2010 прибыл на просмотр в «Шеффилд Уэнсдей», за который играл его брат Акпо. После того как Сэм получил травму, «Шеффилд» решил не заключать с ним контракт
29 октября 2010 Содже стал первым приобретением Пола Инса на посту главного тренера «Ноттс Каунти». За этот клуб Сэм провел 27 матчей и забил 2 мяча. В мае 2012 Сэму и ещё 12 игрокам «Ноттс Каунти» был предоставлен статус свободных агентов.
18 января 2013 Содже прибыл на просмотр в «Портсмут». Через 6 дней он подписал контракт с клубом. Дебютный матч в составе «помпи» Сэм провел 2 февраля 2013 в домашней игре против «Колчестер Юнайтед». 23 февраля 2013 Содже получил красную карточку за то, что в матче с «Олдэм Атлетик» без видимых причин несколько раз ударил Жозе Бакстера в пах.

## Карьера в сборной
Несмотря на то, что Сэм родился в Англии, его родители родом из Нигерии, таким образом Самуэль мог выбирать сборную какой страны представлять, Англии или Нигерии. Сэм выбрал родину своих предков.
За сборную Нигерии Самуэль провел первый матч в 2005 году в товарищеском матче против сборной Румынии. В 2009 году после впечатляющего выступления за «Лидс» Содже был снова вызван под знамёна сборной на товарищеский матч против сборной Ирландии. Всего за сборную Нигерии Содже провел 7 матчей.

## Личная жизнь
У Сэма есть 4 брата, которые также занимаются футболом, трое из них профессиональные футболисты. Старший брат, Эфе Содже также был игроком сборной Нигерии. Профессионально футболом занимается и племянник Самуэля, Ономе Содже.